# EN 60204-1
Die EN 60204-1 mit dem Titel Sicherheit von Maschinen – Elektrische Ausrüstungen von Maschinen – Teil 1: Allgemeine Anforderungen regelt als Teilnorm der EN 60204 Sicherheit von Maschinen allgemeine Festlegungen und Empfehlungen für die Sicherheit, Funktionsfähigkeit und Instandhaltung der elektrischen Ausrüstung von Maschinen. Sie ist sowohl unterhalb der Maschinenrichtlinie als auch der Niederspannungsrichtlinie harmonisiert.

## Einordnung
Die Europäische Norm basiert auf der modifizierten IEC-Fassung  60204-1:2016. Im Rahmen des VDE-Normenwerks ist das die Norm VDE 0113-1:2019-06, siehe DIN-VDE-Normen Teil 1. Verfasser und Herausgeber der deutschen DIN-Norm DIN EN 60204-1:2019-06 ist das Deutsche Institut für Normung, entsprechende ÖNORM ist die OVE EN 60204-1:2009-12-01, Schweizer Norm ist die SN EN 60204-1:09.2018.
Zweck des Regelwerks ist es, gefahrbringende Situationen und deren Risiken zu vermeiden und Sicherheitsmaßnahmen während der Konstruktion zu berücksichtigen. Darüber hinaus sollen dadurch Wartungs- und Reparaturmaßnahmen erleichtert, die Maschine zuverlässiger werden und leichter zu bedienen sein. So wird z. B. die Umgebungstemperatur in der EN 60204-1 als diejenige Temperatur der Luft oder eines anderen Mediums bezeichnet, in der eine Ausrüstung bestimmungsgemäß verwendet wird.
Die aktuelle Ausgabe der EN 60204-1 gilt als DIN-Norm in Deutschland seit dem 1. Juni 2019; die bisherige DIN EN 60204-1 (VDE 0113-1):2010-05 durfte noch bis Juni 2021 angewendet werden.

## Prüfung
Die elektrische Ausrüstung von Maschinen ist gemäß Abschnitt 18 der Norm sowohl beim Errichten als auch nach Änderungen oder Reparaturen zu prüfen (kursiv gedruckte Punkte sind obligatorisch).
1. Übereinstimmung mit der technischen Dokumentation (Abschnitt 18.1)
2. Durchgängigkeit der Schutzleiter (Abschnitt 18.2.2)
3. Prüfung Fehlerschleifenimpedanz durch Messung oder Rechnung (Abschnitt 18.2.3)
4. Isolationswiderstände (Abschnitt 18.3)
5. Spannungsprüfungen (Abschnitt 18.4)
6. Schutz gegen Restspannung (Abschnitt 18.5)
7. Überprüfung des Erdableitstromes (Abschnitt 18.1)
8. Funktionsprüfungen (Abschnitt 18.6)